# Cotinga
Cotinga is een geslacht van tropische vogels van de Nieuwe Wereld uit de familie van de cotinga's (Cotingidae). De wetenschappelijke naam is gepubliceerd in 1760 door Brisson.

## Kenmerken
Hoewel er grote variatie in uiterlijk is tussen deze vogels, hebben ze allemaal brede bekken met lichtjes hoekige tippen, afgeronde vleugels en sterke korte poten. Sommige soorten zijn mat gekleurd, met weinig verschil tussen mannetjes en vrouwtjes; bij vele soorten echter, zijn de mannetjes felgekleurd.

## Soorten
De volgende soorten zijn bij het geslacht ingedeeld:
- Cotinga amabilis – Azuurcotinga
- Cotinga cayana – Halsbandcotinga
- Cotinga cotinga – Purperborstcotinga
- Cotinga maculata – Gevlekte cotinga
- Cotinga maynana – Pruimkeelcotinga
- Cotinga nattererii – Zwartbuikcotinga
- Cotinga ridgwayi – Ridgways cotinga